# علاج تطوري
العلاج التطوري هو حقل فرعي من الطب التطوري الذي يستخدم مفاهيم من علم الأحياء التطوري في إدارة الأمراض التي تسببها كيانات متطورة مثل السرطان والالتهابات الجرثومية. تتكيف عوامل المرض المتطورة هذه مع الضغط الانتقائي الناتج عن العلاج، ما يسمح لها بتطوير مقاومة العلاج، الأمر الذي يجعله غير فعال.
يعتمد العلاج التطوري على فكرة أن التطور الداروني هو السبب الرئيسي وراء فتك السرطان في المراحل المتأخرة والالتهابات البكتيرية المقاومة للأدوية المتعددة مثل المكورات العنقودية الذهبية المقاومة للميثيسيلين. وبالتالي، يقترح العلاج التطوري أن علاج مثل هذه الأمراض المتطورة للغاية يجب أن يتغير بمرور الوقت لمراعاة التغيرات في تجمعات الأمراض. عادة ما تتنقل استراتيجيات العلاج التكيفية بين الأدوية المختلفة أو جرعات الأدوية للاستفادة من الأنماط التي يمكن التنبؤ بها لتطور المرض. يعد هذا على عكس نهج العلاج القياسي المطبق على جميع المرضى وعلى أساس نوع ودرجة السرطان لديهم. ما تزال هناك عقبات عديدة أمام استخدام العلاج التطوري في الممارسة السريرية. وتشمل هذه العوائق احتمالية عالية للمسار، وسرعة التطور، وعدم القدرة على تتبع توزع المرض بمرور الوقت.

## السياق
تعد مقاومة العلاج الكيميائي والعلاجات المستهدفة جزيئيًا مشكلة رئيسية تواجه أبحاث السرطان الحالية. تخضع جميع السرطانات الخبيثة في الأساس لديناميكيات داروين للتطور الجسدي في السرطان. السرطانات الخبيثة هي عبارة عن مجموعات تتطور ديناميكيًا من الخلايا التي تعيش في الموائل الدقيقة المتميزة التي تضمن بشكل شبه مؤكد ظهور مجموعات مقاومة للعلاج. تفرض علاجات السرطان السامة للخلايا أيضًا ضغوطًا انتقائية تطورية مكثفة على الخلايا الباقية وبالتالي تزيد من معدل التطور. الأهم من ذلك، أن مبادئ الديناميكيات الداروينية تجسد أيضًا المبادئ الأساسية التي يمكن أن تلقي الضوء على استراتيجيات الإدارة الناجحة للسرطان. يمثل القضاء على التجمعات الخلوية الكبيرة والمتنوعة والقابلة للتكيف الموجودة في معظم أنواع السرطان تحديًا هائلًا. يحتوي سنتيمتر مكعب واحد من السرطان على نحو 10 ^ 9 خلايا محولة ويزن حوالي 1 غرام، ما يعني أن هناك خلايا سرطانية في 10 جرام من الورم أكثر مما يوجد بشر على الأرض. يعني الانقسام غير المتكافئ للخلايا والاختلافات في الأنساب الجينية وضغوط الاختيار البيئية الميكروية أن الخلايا داخل الورم متنوعة في التكوين الجيني والخصائص التي يمكن ملاحظتها.

## آلية العمل

### الحساسية الجانبية
يمكن أن تؤدي مقاومة أحد الأدوية إلى مقاومة متصالبة غير مرغوب فيها لبعض الأدوية الأخرى وحساسية جانبية للأدوية الأخرى. يمكن استغلال هذه الظاهرة لإنشاء أنظمة علاجية دورية حيث يجعل كل دواء لاحق مجموعة عوامل المرض المتطورة حساسة لعقار آخر على الأقل.

## استراتيجيات العلاج

### العلاج التكيفي
النهج القياسي لعلاج السرطان هو إعطاء المرضى أقصى قدر ممكن من العلاج الكيميائي بهدف إحداث أكبر قدر ممكن من الضرر للورم دون قتل المريض. هذه الطريقة فعالة نسبيًا، ولكنها تسبب أيضًا سمية كبيرة. العلاج التكيفي هو علاج تطوري يهدف إلى الحفاظ على حجم الورم أو تقليله من خلال استخدام الحد الأدنى من الجرعات الدوائية الفعالة أو إجازات دوائية موقوتة. إن توقيت ومدة هذه الإجازات، والتي تعتمد على القدرة على تعديل المجموعات المقاومة مقابل المجموعات الحساسة من الخلايا السرطانية من خلال المنافسة، هو موضوع قد درس باستخدام البرمجة الديناميكية بالإضافة إلى التحكم الأمثل في الدراسات النظرية بناء على نماذج مبنية على نظرية اللعبة التطورية. تعتمد القدرة على تعديل هذه المجموعات بشكل ثانوي على افتراض أن هناك اختيارًا يعتمد على التردد، وتكلفة ملائمة مرتبطة بهذه المقاومة، وقد لوحظ شكل منها بشكل مباشر في خطوط خلايا سرطان الرئة EGFR، وطرحها في غيرهم.
كما أثبت مبدأ العلاج التكيفي في المرحلة الثانية من التجارب السريرية الحديثة وكذلك في الجسم الحي، ودراسات كمية أكثر صرامة في المختبر.

### الارتباط المزدوج
في الارتباط المزدوج التطوري، يتسبب عقار واحد في زيادة قابلية تطور مقاومة السرطان لعقار آخر. وجد البعض أن الفعالية قد تستند إلى تفاعلات السكان من خلال التعايش. يشير البعض الآخر إلى أن التحكم في العدد قد يكون ممكنًا إذا كانت مقاومة العلاج تتطلب تكيفًا ظاهريًا كبيرًا ومكلفًا يقلل من لياقة الكائن الحي.

### علاج الإفناء
علاج الإفناء (الانقراض) مستوحى من أحداث الانقراض الجماعي من عصر الأنثروبوسين. يُشار أحيانًا إلى إستراتيجية العلاج هذه على أنها الضربة الأولى - الضربة الثانية، حيث تقلل الضربة الأولى من حجم الخلايا وعددها وعدم تجانسها بحيث يمكن أن تقتل الضربة الثانية التي تليها الناجين، والذين غالبًا ما يكونون مجزؤون إلى ما دون العتبة العشوائية.

## الوضع الحالي
على الرغم من وجود أعمال نمذجة مكثفة حول العلاج التطوري، لا يوجد سوى عدد قليل من التجارب السريرية المكتملة والمستمرة التي تستخدم العلاج التطوري. أول إجراء تم في مركز موفيت للسرطان على مرضى سرطان البروستاتا النقيلي المقاوم للخصاء أظهر نتائج تظهر تحسنًا ملحوظًا مقارنة بالدراسات المنشورة والسكان المعاصرين. قوبلت هذه الدراسة ببعض الانتقادات.